# 前列腺癌
前列腺癌（英文：Prostate cancer）是出自前列腺的惡性腫瘤。大多數前列腺癌生長速度較為緩慢，但仍有些生長相對快速。癌細胞可轉移到骨頭和淋巴結等部位。前列腺癌早期可能沒有症狀，晚期可導致排尿困難、尿血、背痛、骨盆疼痛等症狀。前列腺肥大也會導致類似的症狀。晚期症狀還包括因紅細胞數量低導致的疲倦。
前列腺癌的風險因子包含高齡、家族病史、種族等。約99%的病例中患者年齡超過50歲。父親等親屬患有本病時，發病風險較常人高出2至3倍。美國疾病控制中心統計顯示美國非裔前列腺癌發病率最高，歐裔其次，亞裔族群前列腺癌發病率最低。其他風險因子包含飲食中包含大量乳肉制品（紅肉、加工肉品、乳製品）或缺乏某些蔬菜。前列腺癌可由活體組織切片確診。醫學影像技術可檢測癌細胞是否擴散到身體其他部位。
前列腺癌篩查效果尚不明確。前列腺特異抗原（PSA）檢測可增加癌症檢測率，但不會降低死亡率。由於大多數確診的前列腺癌沒有症狀，美國預防醫學工作組（USPSTF）為防止過度診斷和過度治療而不建議使用PSA檢測。USPSTF認為檢測的益處並不超過可能存在的弊端。5α還原酶抑制劑可能降低較低級的前列腺癌風險，但並不影響高風險前列腺癌，因此不建議用於預防前列腺癌。帶有礦物質或維生素的補充劑對前列腺癌風險沒有作用。
大多數前列腺癌病例可安全通過主動監測或觀察等待追查。其他治療方法包括手術、放射治療、荷爾蒙治療、化學治療，這幾種療法可以合併運用，當癌細胞僅存在於前列腺內部時本病有治癒可能。對於癌細胞已擴散至骨骼的患者，可使用鎮痛藥、雙膦酸鹽類藥物以及靶向治療。前列腺癌的治療效果取決於患者的年齡、健康狀況，以及癌症的侵略性與癌細胞的擴散情況。大多數前列腺癌患者並不會最終因前列腺癌而去世。在美國，只要不出現遠端轉移，前列腺癌患者的五年存活率能夠確保在99-100％，否則就大跌到29%。在全世界，前列腺癌是第二常見的癌症，也是男性與癌症相關的第五大死因。在2012年，約有110萬男性患前列腺癌，又有30.7萬人因前列腺癌去世。前列腺癌在84個國家是男性最常見的癌症，且更常發於已開發國家，但開發中國家的患病率正在上升。因PSA檢測的推廣，1980年代和1990年代前列腺癌的發現率顯著提升。研究顯示並非死於前列腺癌的60歲以上男性，約30％至70％已有前列腺癌變。

## 前列腺
前列腺屬於男性生殖系統，主要功能是製造與貯存前列腺液，並在射精時成為精液的一部份。成年男子的前列腺約有3厘米長，重約20公克。它位於骨盆腔，膀胱之下，直腸之前。尿道出膀胱後穿過前列腺，射精時，精液也同樣從尿道射出體外。前列腺由許多小腺體構成，它們分泌的前列腺液佔精液的20-30%體積。前列腺細胞的增殖要靠各種男性荷爾蒙來調節，包括產自睾丸的睾固酮（testosterone）、來自腎上腺的脱氢表雄酮DHEA（dehydroepiandrosterone）和前列腺本身製造的二氫睾固酮（DHT, dihydrotestosterone）。男性荷爾蒙也掌管第二性徵的表現，如臉部的鬍鬚和多於女性的肌肉量。

## 症狀
早期的前列腺癌大多沒有症狀。往往是在例行健康檢查發現PSA值升高，進一步追查才發現。然而有時前列腺癌也會引起症狀，而且和良性前列腺增生症的症狀很類似，包括頻尿、夜間多尿、排尿困難、尿流細小、血尿、排尿痛等。前列腺癌也可能造成性功能障礙，例如勃起困難、射精疼痛難耐。
較嚴重的前列腺癌若侵犯身體其他部位，就可能引起相對應的症狀。其中骨痛最常見，多半發生在脊椎、骨盆或肋骨，只要是癌細胞轉移之處都可能會痛。承受重量的骨頭如脊椎若因癌細胞侵犯而變得脆弱，也可能造成骨折而壓迫到脊髓神經，造成下肢無力或大小便失禁。

## 流行病學
造成前列腺癌的原因迄今未知。男性的致病危險因子包括了年齡、遺傳、種族、節食、生活習慣、藥物等等。主要的因子在於年齡。前列腺癌在四十五歲以下是少見的，危險性隨著年齡而增加。而平均被檢測出來的年齡是七十歲。不過，很多人終其一生不知道自己有前列腺癌。对中国、德国、以色列、牙买加、瑞典以及乌干达的其他死因男性进行尸检发现，50岁以上男性中30%前列腺内存在癌细胞，而70岁以上者，此比率甚至高达80%。美国2005年预计将新确诊前列腺癌患者230,000例，并且将有30,000人死于前列腺癌。
飲用牛奶被指可能会增加患前列腺癌风險。
目前在世界范围内，前列腺癌是男性中发病率第二高的癌症，在2022年新增病例1,466,680，死亡396,792例。

## 篩檢

### 肛門指檢
檢查者帶上手套，塗上潤滑劑，將手指伸入肛門內的直腸檢查前列腺的大小形狀與質地。形狀不規則、質地硬或軟可能是腫瘤，需進一步檢查。這個檢查只檢查前列腺背面，不過85%的前列腺癌是發生在此區。能在肛門指檢中摸出來的癌症通常更為嚴重。只用肛門指檢的篩檢方式從來沒有表現出防止前列腺癌致命的能力。

## 確立診斷
唯一能確立前列腺癌診斷的方法是切片檢查，也就是切下一小片前列腺用顯微鏡觀察。但是切片檢查之前還有幾個方法能提供更多資訊。一是尿道鏡，是將一個細小的攝影機伸入尿道，進入膀胱。一是直腸超音波檢查，是將探測器伸入肛門直腸，作出前列腺超音波成像。

## 治療
前列腺癌的治療包括观察等待、手術、放射治療、化學治療、局部定位治療、荷爾蒙治療，或以上幾種療法合併運用。哪種療法較適合，要看腫瘤侵犯的範圍（稱為分期）、癌細胞惡性程度（依葛里森評分法Gleason score）、血中PSA濃度等因素一起考慮。當然也要顧及患者的年齡、體能，並尊重患者的選擇。由於部份療法可能伴隨著嚴重的副作用，如勃起功能失調、尿失禁等，選擇治療方法時要在療效與生活品質間求取平衡。

### 手術
前列腺切除術常用於早期前列腺癌，或放射治療效果不佳的患者。最常用的術式是恥骨後前列腺根除術，醫師從下腹部的切口切除前列腺、精囊和鄰近組織。另一種方式是經會陰前列腺根除術，傷口位於會陰，也就是陰囊和肛門之間。約有70%的患者可藉手術將前列腺癌治癒。
前列腺根除術對於癌細胞侷限於前列腺內的患者相當有效。但是手術過程中難免會傷到一些神經，而影響到患者的生活品質，最常見的併發症是尿失禁和陽萎。約有40%的患者手術後有尿失禁的狀況，大多是在打噴嚏、咳嗽或大笑的時候。陽萎是指患者陰莖無法勃起，或無法維持足夠的硬度，以致無法進行性生活。患者陰莖的知覺大致正常，受到刺激也能達到高潮，但是勃起和射精的功能卻很不理想。服用一些藥物如威而鋼（Viagra）、犀利士（Cialis）、樂威壯（Levitra）可使患者的性功能恢復一些。若是患者非常在乎勃起功能，也可以考慮植入陰莖假體（俗稱人工陰莖），以維持性生活的品質。如果患者癌細胞侵犯的範圍很小，也可以用較小規模的手術，設法減少神經的傷害，以避免尿失禁和陽萎。達文西外科手術系統廣泛使用後該機器人可以進行複雜神經下的精密操作，大手術也能在不傷神經的機率大大增加前列腺切除，從而免除後遺症。

### 放射治療
放射治療是以集中的輻射線破壞前列腺內的癌細胞。所謂的游離性輻射能破壞DNA的結構，使癌細胞無法持續增長（手機或電器產生的電磁波不會改細胞內的分子結構，稱為非游離輻射）。用於前列腺癌的放射治療又可分為外部照射和近接治療。
外部照射是用輻射源（如鈷-60）或直線加速器產生的輻射線對準前列腺，並採用多個不同的入射角，以減少對皮膚和週邊組織的傷害。一般多將總輻射劑量計算好之後，分為30-40個療程，每天到治療室照射一段時間。
近接治療是將放射源的針或顆粒依矩陣方式排列，置入前列腺內，在體內持續發揮治癌效果。所用的放射源最早是用鐳，現今則多使用碘-125或鈀-133，用管狀針經由會陰推入前列腺，在超音波監視下推到定位，並永久留在體內。新式放射源的半衰期約60天，釋出伽馬射線（γ-ray），穿透性低，所以家屬不用耽心被輻射線傷害。患者可以自由行動，不必天天上醫院報到。
除了傳統的光子，近年興起的放射治療技術還包括質子治療、重粒子治療和硼中子捕獲治療，與傳統治療相比，這些治療有更多可能性，可是這些新技術也有不少挑戰，比如「成本高、普及性差以及臨床證據有限」等等。

#### 質子治療
質子治療是新興的癌症放射治療技術，與傳統光子放射治療的分別在於它處理腫瘤時更精準和集中，有助降低泌尿道和直腸毒性。質子治療在保護腫瘤附近正常組織方面效果較佳，因輻射能量在到達目標腫瘤以後才會一次過釋放，而病灶後方則不會有輻射劑量。在治療前列腺癌方面，有研究指質子治療可減低附近器官所承受的輻射劑量；而且鑒於質子治療比傳統治療精準並較不容易傷及正常組織，針對腫瘤的輻射劑量可相應提高，從而令每次治療時間更短，所需次數亦可減少。在香港，部分前列腺癌患者的治療次數可由傳統的30餘次減至5次，降低了放射治療為患者帶來的負擔。
因為前列腺結構主要為軟組織，癌灶位置可隨軟組織移動，準確的定位對質子治療頗為重要。香港目前（2025年）會採用「立體定位質子治療」（Stereotactic Body Proton Therapy），以金屬標記為治療定位，另外，亦會於前列腺與直腸之間注射啫喱膠填充劑，阻擋質子射線進入直腸，以減低後遺症風險。

### 局部定位治療
局部定位治療又稱重點定向治療（Focal therapy），目的為同時實現良好的腫瘤控制和功能性保留，希望可長遠改善患者生活質素。
局部定位治療技術主要包括以高強度聚焦超聲（High intensity focused ultrasound, HIFU；其中一種近年備受關注的HIFU技術又叫組織碎化術，Histotripsy）、冷凍療法（cryotherapy）、微波消融（Microwave ablation）、雷射激光消融（Laser ablation）和納米刀（Irreversible Electroporation）來破壞前列腺腫瘤細胞。
高強度聚焦超聲波透過將超聲波探頭由肛門置入直腸精準地發射超聲波能量，以熱力殺死癌細胞。冷凍療法則用刺針經會陰皮膚，於前列腺將腫瘤凍死。而微波消融則用刺針刺進前列腺，以微波熱力殺死癌細胞。納米刀技術用電脈衝於癌細胞膜上形成孔洞，令細胞死亡，對周圍組織損傷小且精準度高，特別適用於尿道旁的前列腺腫瘤，但由於技術較新，長期數據尚在累積中。使用何種技術主要取決於前列腺腫瘤的位置：HIFU較適合用於接近直腸的前列腺腫瘤，如腫瘤位於前列腺較中前方則冷凍療法或微波療法比較適合。

#### 優點與限制
與傳統標準治療比較的優點：手術造成的創傷小， 患者很快可如常生活；手術歷時短，因此麻醉風險較低；不容易傷及鄰近器官或引致出血；清除病灶只需接受一次治療；長期後遺症（如小便失禁等）很少，對性功能影響亦較傳統手術及放射治療低；手術不涉及輻射，所以不怕影響膀胱與直腸。由於過去未有精準導航，外國曾有很罕見的傷及直腸病例，香港目前已於手術中使用超聲波和磁力共振融合導航，大大提升了精準度，故傷及直腸或附近器官的風險極微。
至於限制方面，局部定位治療主要適用於早中期的前列腺癌患者，中後期患者未必能受惠；此外，治療復發率稍高於傳統手術和放射治療，不過，大部份接受局部定位治療後復發的患者均可再接受局部定位治療，又或改為接受傳統手術或放射治療。

#### 冷凍治療
治前列腺癌也可以用冷凍治療。冷凍治療較不具侵略性，也較不需全身麻醉。作法是從會陰皮膚插入一根金屬棒，以超音波導引伸到前列腺，然後使用液態氮冷卻棒子，將周圍組織冰凍於攝氏零下196度。前列腺细胞因为内部的水结冻而死亡。尿道另外插入一支充滿溫液體的導尿管以免尿道結凍。冷凍治療可以減少排尿問題，但是勃起困難的可能則提高到90%。
冷凍治療用來作前列腺癌的起始治療，效果不如手術或是放射治療。但用來治療放射治療後復發的癌症則比根治式攝護腺切除術好。

### 荷爾蒙療法

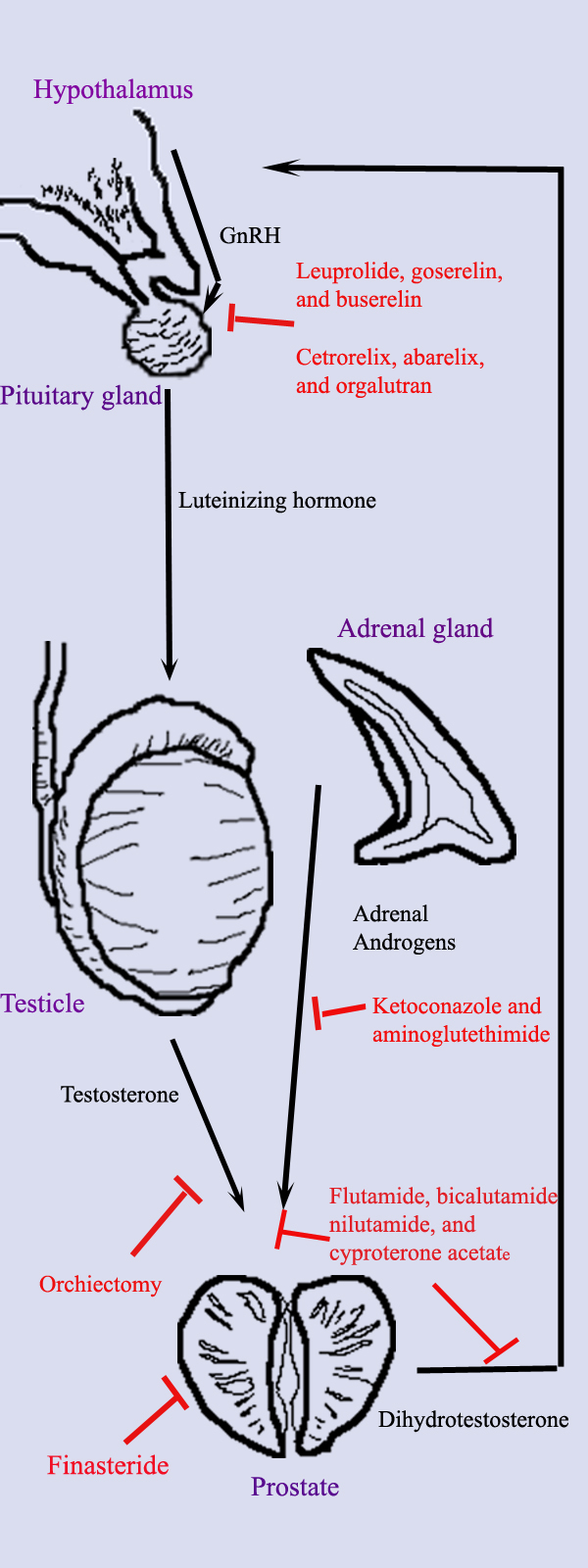
攝護腺癌的荷爾蒙治療。圖表中顯示在荷爾蒙治療中，重要的不同器官（紫色字體）、荷爾蒙（黑色字體與箭頭）、和治療（紅色字體與箭頭）。

荷爾蒙療法（Hormone therapy）是用內科或外科的方法，使攝護腺癌細胞無法獲得雙氫睾酮（Dihydrotestosterone，DHT）、在攝護腺中產生的一種荷爾蒙、使大部份攝護腺癌細胞能夠生長與擴散。阻止雙氫睾酮，通常使得攝護腺癌停止生長甚至萎縮。但是荷爾蒙療法很少治癒攝護腺癌，因為癌症最初對荷爾蒙療法有反應，但在一到二年以後癌症對治療有抗性。因此荷爾蒙療法，通常用於已經擴散的攝護腺癌。它也用於某些作放射治療或手術的病人，幫助防止攝護腺癌復發。攝護腺癌荷爾蒙療法為瞄準身體生產雙氫睾酮的路徑。反饋環路包括睾丸、下丘腦、腦下垂體、腎上腺和攝護腺控制雙氫睾酮的血中濃度。首先，雙氫睾酮的低血液濃度，刺激下丘腦生產促性腺激素釋放激素（Gonadotropin-releasing hormone，GnRH）。性腺激素釋放素GnRH，然後刺激腦下垂體生產黃體生成素（Luteinizing hormone，LH），並且刺激睪丸生產睾酮（Testosterone）。最終，睾酮從睾丸和脫氫表雄酮（Dehydroepiandrosterone，DHEA）從腎上腺，刺激攝護腺生產更多雙氫睾酮。荷爾蒙療法用中斷這條路徑在任何一點，可以減少雙氫睾酮的濃度。
有幾種形式的荷爾蒙療法：
- 睾丸切除术 - 外科手術摘除睾丸
- 抗雄性激素劑藥物治療

## 外部連結
- Prostate Cancer - from Symptoms to Medical and Natural Treatment Options on urologychannel.com
- Prostate Cancer Foundation （页面存档备份，存于）
- American Cancer Society （页面存档备份，存于）
- 攝護腺癌的藥物治療，臺大醫院電子報